# Julie Sommars
Julie Sommars (Fremont, 15 april 1940) is een Amerikaanse voormalige actrice.

## Biografie
Sommars werd geboren op 15 april 1940 in Fremont (Nebraska) en groeide op in Iowa en South Dakota. Na haar middelbare school verhuisde ze naar Californië en studeerde er aan het San Bernardino Valley College. Ze woonde ook een jaar in Londen waar ze les volgde aan de London Actors Workshop.
Ze is vooral bekend om haar televisiewerk. Ze maakte haar televisiedebuut op 19-jarige leeftijd in een aflevering van The Loretta Young Show. Daarna verscheen ze in onder meer Gunsmoke, Bonanza, Perry Mason, The Fugitive, The Man from U.N.C.L.E. en Get Smart.
Voor haar vaste rol in sitcom The Governor & J.J. won ze in 1970 de Golden Globe Award voor "Beste actrice in een televisieserie, musical of komedie". Vervolgens speelde Sommars hoofdrollen in een aantal televisiefilms en speelde ze gastrollen in The Rockford Files, McCloud, McMillan & Wife, Barnaby Jones, Fantasy Island, Magnum, P.I. en Diagnosis: Murder. Van 1987 tot 1994 speelde Sommars openbare aanklager Julie March in de advocatenserie Matlock. Deze rol leverde haar in 1990 een nominatie op voor een Golden Globe Award voor "Beste vrouwelijke bijrol in een televisieserie".
Sommars speelde ook in verschillende films. Ze had een hoofdrol in de western The Great Sioux Massacre uit 1965. Een jaar speelde ze in de komediefilm The Pad and How to Use It. In 1977 speelde Sommars samen met Dean Jones en Don Knotts in Herbie Goes to Monte Carlo. 
Sommars is vier keer getrouwd geweest. In september 1960 trouwde ze met Jack Donner. Haar tweede huwelijk uit 1964 met Robert Trentacosta eindigde in 1965. Van 1971 tot 1980 was ze getrouwd met de Stuart Erwin Jr., met wie ze drie kinderen kreeg. Haar vierde huwelijk met John Karns uit 1984 duurde tot zijn dood in 2023.